# Amentotaxus
Amentotaxus Pilg.  é um género botânico que compreende cinco espécies. Também conhecidos como teixos-de-amentilho. São colocadas na família Cephalotaxaceae ou então na família Taxaceae quando esta é considerada em senso lato.
O género é endémico do sudeste da Ásia subtropical, desde Taiwan, sul da China até a leste Himalaias e a sul do Vietname. As espécies deste género apresentam-se sob a forma de arbustos de folha persistente ou de pequenas árvores que podem atingir os 2–15 m de altura.
As folhas estão dispostas em espiral, excepto na sua base. Têm uma textura suave e têm um aspecto linear e lanceolado, com 4–12 cm de comprimento e 6-10 com de largura. As folhas são mais largas do que no género Cephalotaxus.
As espécies tanto são monóicas ou dióicas; quando são monóicas, os cones masculinos e femininos estão frequentemente em ramos separados. Os cones masculinos têm a forma de amentos, de 3–15 cm de comprimento e agrupados em conjuntos de 2-6. Os cones femininos estão isolados ou agrupados em pequena quantidade em ramos curtos; as sementes, pequenas de início, crescem ao longo de 18 meses, formando uma estrutura única semelhante a uma noz, com 1,5–3 cm e, rodeada por um revestimento carnudo de cor vermelha ou laranja.

## Espécies
- Amentotaxus argotaenia
- Amentotaxus assamica
- Amentotaxus formosana
- Amentotaxus poilanei
- Amentotaxus yunnanensis
- Lista completa